# Irmãs Rodrigues
Irmãs Rodrigues foi uma dupla sertaneja brasileira. A dupla foi formada no estado de Goiás nos anos 80.

## Discografia
Discografia:
- 1984: Romance Embalado (com o sanfoneiro Voninho)
- 1985: Voltei pra Ficar (com o sanfoneiro Voninho)
- 1986: Bom Dia Goiás
- 1992: Lindo

## Formações
As formações históricas da dupla:
- Primeira formação: Leidiane e Kátia Mara, com o sanfoneiro Voninho, 1984-1985 (álbuns: Romance Embalado e Voltei pra Ficar)[4][5]
- Segunda formação: Leidiane e Leidimar (com "I"), 1986 (álbum: Bom Dia Goiás)
- Terceira formação: Leidiane e Leidemar (com "E"), 1992 (álbum: Lindo)